# Parigi-Bruxelles 1946
La Parigi-Bruxelles 1946, trentaduesima edizione della corsa, si svolse il 28 aprile 1946 su un percorso di 318 km, con partenza da Parigi e arrivo a Bruxelles. Fu vinta dal belga Briek Schotte davanti ai suoi connazionali Sylvain Grysolle e Andre Declerck.

## Ordine d'arrivo (Top 10)
| Pos. | Corridore            | Squadra | Tempo    |
| ---- | -------------------- | ------- | -------- |
| 1    | Briek Schotte        |         | 8h31'00" |
| 2    | Sylvain Grysolle     |         | a 4'21"  |
| 3    | Andre Declerck       |         | a 6'12"  |
| 4    | Maurice Desimpelaere |         | a 6'26"  |
| 5    | Jules Lowie          |         | s.t.     |
| 6    | Raymond Lucas        |         | s.t.     |
| 7    | Andre Pieters        |         | s.t.     |
| 8    | Albert Anciaux       |         | a 8'56"  |
| 9    | Albert Decin         |         | s.t.     |
| 10   | Maurice De Muer      |         | a 9'31"  |